# برونو جبريل سواريس
برونو جبريل سواريس (21 أغسطس 1988 في البرازيل - ) هو لاعب كرة قدم برازيلي في مركز قلب الدفاع. لعب مع فورتونا دوسلدورف ونادي بارانا ونادي دويسبورغ ونادي ديبورتيفو طليطلة ونادي كايرات ونادي كوريتيبا.

## وصلات خارجية
- برونو جبريل سواريس على موقع قاعدة بيانات كرة القدم.إي يو (الإنجليزية)
- برونو جبريل سواريس على موقع بيانات كرة القدم. دي إي (الألمانية)
- برونو جبريل سواريس على موقع Soccerway.com (الإنجليزية)
- برونو جبريل سواريس على موقع عالم كرة القدم.نت (الإنجليزية)